# Untriquadium
Cet article court présente un sujet plus développé dans : Superactinide.
L'untriquadium (symbole Utq) est la dénomination systématique attribuée par l'UICPA à l'élément chimique hypothétique de numéro atomique 134.
Cet élément de la 8e période du tableau périodique appartiendrait à la famille des superactinides, et ferait partie des éléments du bloc g.
À mesure qu'on s'éloigne de l'îlot de stabilité (ne dépassant pas Z ≈ 127), les atomes synthétisés devraient rapidement devenir extrêmement instables, au point que Z ≈ 130 est fréquemment cité comme limite « expérimentale » à l'existence pratique de ces éléments ; il n'est donc pas certain que l'élément 134 puisse un jour être effectivement détecté.